# Pałac Slezské Rudoltice
Pałac Slezské Rudoltice – barokowy pałac w miejscowości Slezské Rudoltice, w Czechach. Zbudowali go Herburtowie pomiędzy 1548 do 1565 roku. Największy rozkwit pałacu miał miejsce w epoce Alberta z Hodic, który odziedziczył go po ojcu. Pierwotnie renesansowy pałac został przebudowany w stylu barokowym. Pałac posiadał teatr i grała w nim własna pałacowa orkiestra. Zamek stał się jednym z najważniejszych ośrodków kulturalnych Śląska. Po śmierci (1778) Hodiców panowanie nad pałacem przejął baron Friedenthal, który szybko sprzedał kosztowności z pałacu. Po wojnie pałac był krótko siedzibą MNV, a później, po odbudowie, służył jako magazyn dla materiałów medycznych. W 2004 roku gmina stała się zarządcą pałacu, a w 2008 jego właścicielem. Jest on chroniony jako zabytek kultury Republiki Czeskiej.